# Barkeria shoemakeri
Barkeria shoemakeri är en orkidéart som beskrevs av Federico Halbinger. Barkeria shoemakeri ingår i släktet Barkeria och familjen orkidéer. Inga underarter finns listade i Catalogue of Life.

## Bildgalleri

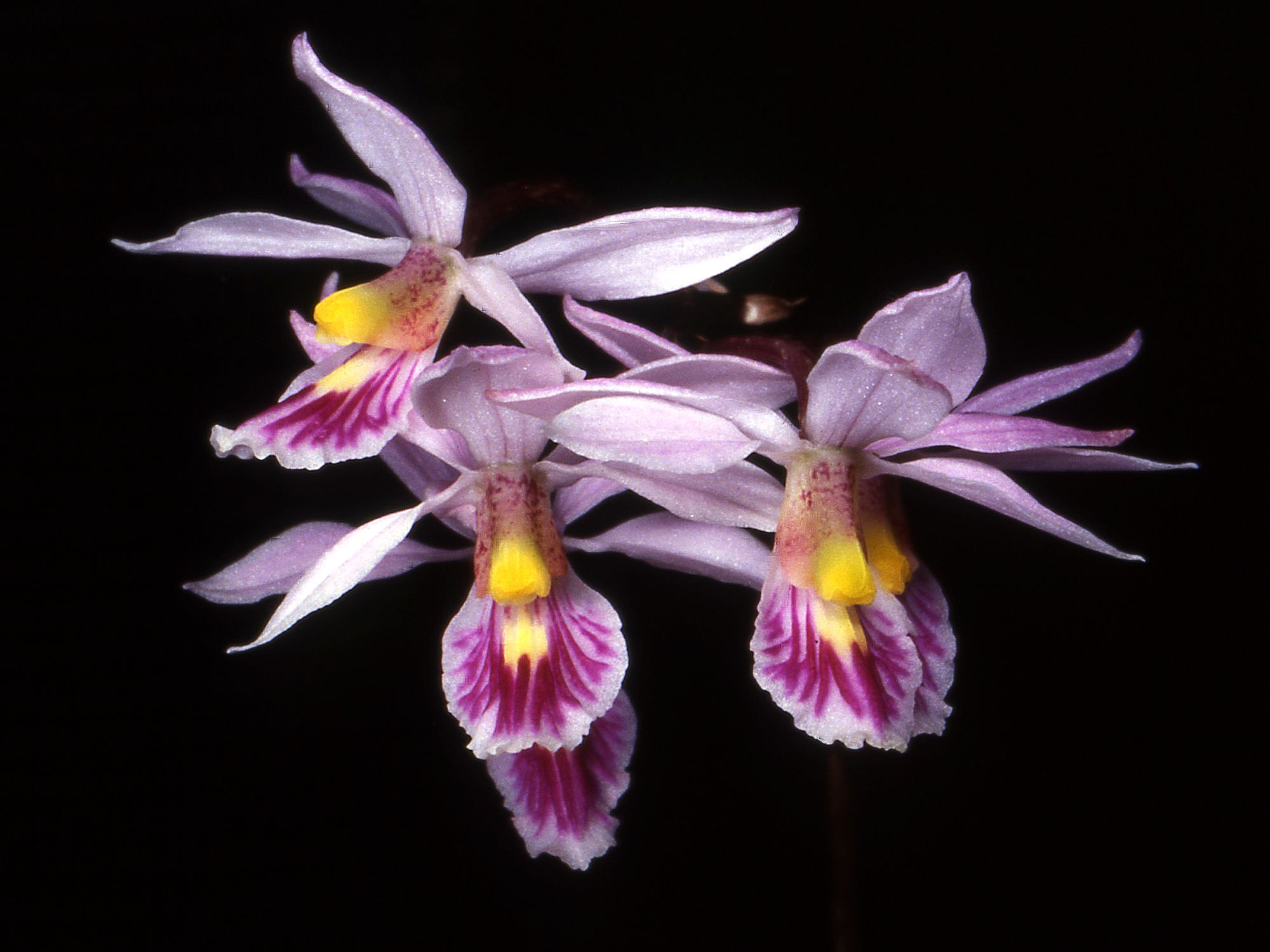
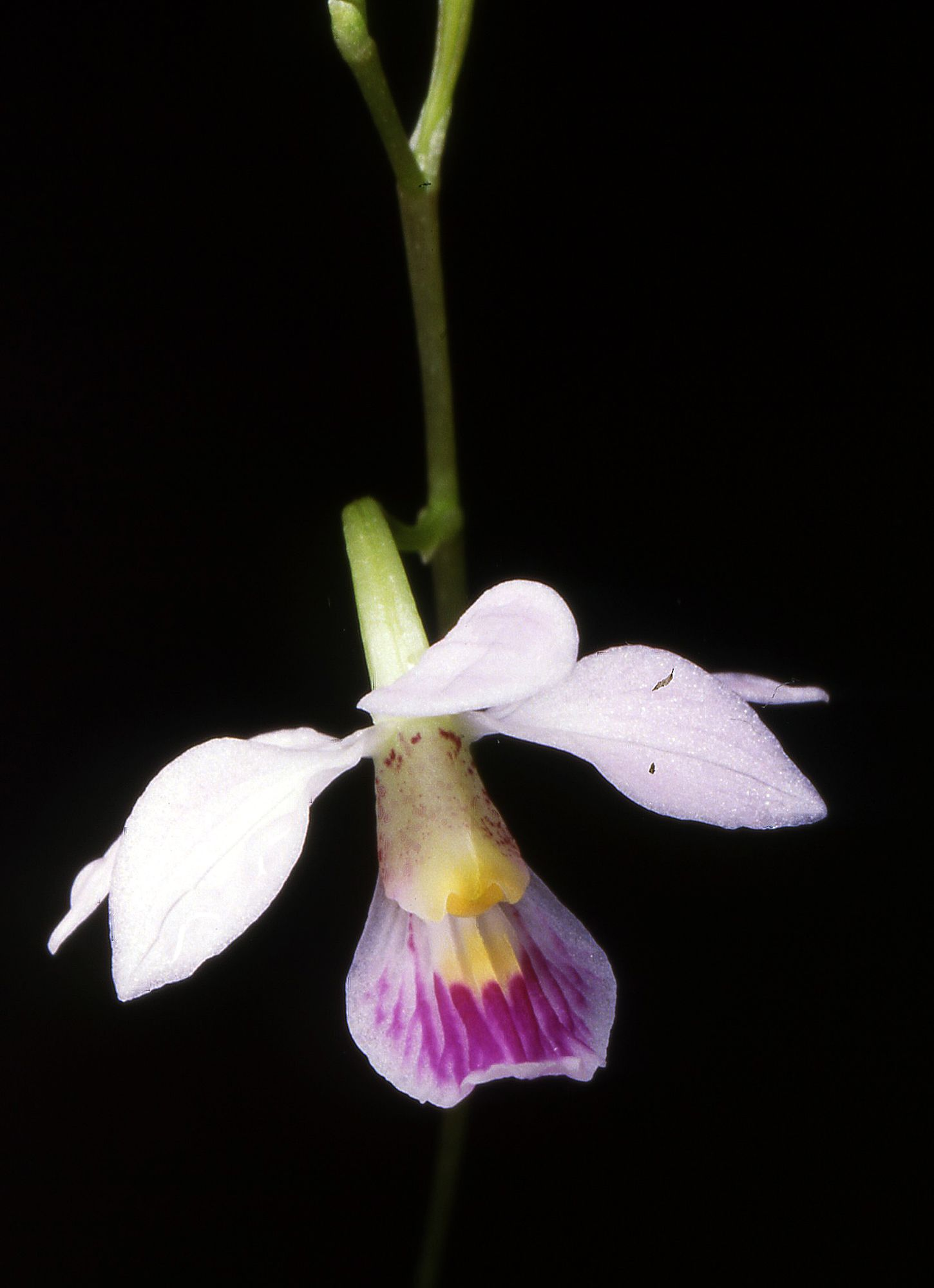